# Der gutmüthige Teufel
Der gutmüthige Teufel (en français, Le Diable de bonne humeur) est une pièce de Johann Nestroy.

## Argument
Le diable maladroit Belzebub fut chargé de diviser un couple d'agriculteurs mariés il y a trois ans. Il a échoué dans cette tâche, également parce qu'il a développé des sentiments personnels.
Lucifer et Fulminaria avaient parié il y a trois ans un équipage de 12 chevaux si la séduction réussirait, Fulminaria affirmant qu'il échouerait. Pour changer cela, Lucifer renvoie Belzebub sur terre avec son secrétaire Satanas. Satanas se rend rapidement compte que les deux couples amoureux sont difficiles à séparer, alors il demande de l'aide à la vieille femme, une sorcière malveillante.
Elle rend la femme de l'agriculteur jalouse et lui dit de couper l'infidélité de son mari avec un rasoir : pour ce faire, quand il dort, elle doit passer le rasoir par-dessus la gorge, bien sûr seulement avec le dos et la pointe vers le haut et réciter la prière du Seigneur. Le paysan raconte à la vieille femme que sa femme le trompe avec le domestique et veut la tuer dans son sommeil.
Satanas est ravi de cette méchanceté, Belzebub est toujours convaincu que deux bonnes personnes ne peuvent pas être séparées.
Le plan semble fonctionner, l'agriculteur attrape sa femme pour la tuer, refuse d'écouter ses explications et la chasse hors de la maison. Lorsque Satanas remet la récompense promise à la vieille et que les deux se moquent de la farce, Belzebub veille à ce que l'agriculteur puisse également écouter. Il reconnaît sa négligence et ne peut que sauver sa femme, qui voulait se jeter dans l'eau. Il veut tuer la vieille femme avec ses serviteurs et voisins, mais ils arrivent trop tard. Belzebub, qui s'est à nouveau préparé comme un diable avec une perruque de serpent, des gants griffus et un costume de furie rouge, prend la vieille femme et l'amène en enfer malgré sa réticence.

## Histoire
La pièce s'inspire de beaucoup d'histoires folkloriques. Le motif du rasoir se retrouve également dans le Salzburger Hexenspiel, où, contrairement à la pièce, elle se termine par le meurtre de la femme et le suicide de l'homme. Dans Der Teufel mit dem alten Weib  (1545), Hans Sachs réussit à diviser l'heureux couple simplement par la colère.
Cependant, la source réelle est probablement le conte Der Teufel und ein altes Weib par Carl Herloßsohn, publiée en 1846 dans les numéros 217 et 218 de Fliegende Blätter. La différence principale est aussi que le conte se finit tragiquement.
Le pari dans le royaume magique (ici en enfer entre Lucifer et Fulminaria) est utilisé plusieurs fois par Nestroy comme action-cadre, comme Der Feenball ou Der böse Geist Lumpacivagabundus, des pièces présentées en 1833.
La pièce en un acte est créée le 20 décembre 1851 avant la dernière représentation de Die schwarze Frau de Carl Meisl dans une prestation au bénéfice de Wenzel Scholz. Johann Nestroy joue Satanas, Alois Grois le paysan, Emma Zöllner la paysanne, Andreas Scutta le vieux, Wenzel Scholz Belzebub.
La pièce est jouée les 21 et 28 décembre et n'est rejouée qu'après une longue pause dans les soirées de pièces en un acte données à partir de 1860 au Theater am Franz-Josefs-Kai dirigée par Karl Treumann (de).

## Source de la traduction
- (de) Cet article est partiellement ou en totalité issu de l’article de Wikipédia en allemand intitulé « Der gutmüthige Teufel » (voir la liste des auteurs).